# Saarländischer Rundfunk
Der Saarländische Rundfunk (SR) ist eine Anstalt des öffentlichen Rechts und die Landesrundfunkanstalt des Saarlands mit Sitz auf dem Halberg in Saarbrücken (Funkhaus Halberg). Der SR ist Mitglied der ARD.

## Geschichte

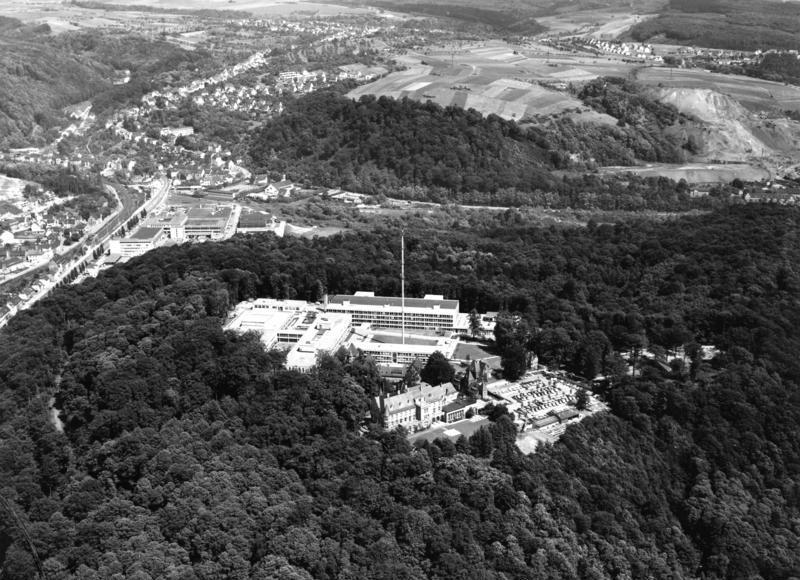
Sendezentrum auf dem Halberg (Luftaufnahme von 1965)

Logo des SR von 2003 bis 2023

1929 wurde die erste Rundfunksendung aus dem Saarland, das damals noch Saargebiet hieß und unter Verwaltung des Völkerbundes stand, gesendet. Nach der Eingliederung des Saargebiets in das Deutsche Reich infolge der Saarabstimmung 1935 wurde der „Reichssender Saarbrücken“ als Teil der Reichs-Rundfunk-Gesellschaft gegründet.
Im Nachkriegsdeutschland bildete das Saarland wegen des Vorhabens, die Saar in das französische Staatsgebiet zu integrieren, eine Sonderzone innerhalb der französischen Besatzungszone. Daher errichtete die Militärregierung 1945/46 neben dem in Baden-Baden angesiedelten Sender für die französische Besatzungszone „Radio Sarrebruck“ für das Saargebiet mit einem deutschsprachigen Programm unter dem deutschen Namen „Radio Saarbrücken“ (Sendebeginn 17. März 1946). Der Sender wurde dem neu geschaffenen zivilen Rundfunkamt unterstellt. Als die französischen Pläne des „rattachement“ (Angliederung) des Saargebiets an Frankreich aufgegeben wurden, erhielt der Sender am 31. Dezember 1947 einen Intendanten, Frédéric Billmann. 1952 trat das erste Rundfunkgesetz für das Saarland in Kraft, infolgedessen Radio Saarbrücken in eine GmbH umgewandelt wurde. (Ein Jahr später wurde die erste Fernsehsendung im Saarland ausgestrahlt, doch nicht, wie oft angenommen wird, von dieser Gesellschaft, sondern von „Telesaar“, einer deutschen Tochtergesellschaft des französischen Senders „Europe 1“.) Bis 1955 sendete der SR nur ein Hörfunkprogramm auf Mittelwelle 1421 kHz, dann auch auf UKW 88,0 MHz.
Mit dem Beitritt des Saarlandes zur Bundesrepublik Deutschland am 1. Januar 1957 erlosch die Saarländischer Rundfunk GmbH, und die öffentlich-rechtliche Landesrundfunkanstalt für das Saarland mit dem Namen „Saarländischer Rundfunk“ trat ihre Nachfolge an, indem sie laut §27 des Gesetzes über den Saarländischen Rundfunk vom 27. November 1956 in alle Rechte und Pflichten der Saarländischer Rundfunk GmbH eintrat und gemäß § 5 der ARD beitrat. Ein Vierteljahr nach dem 6. Juli 1959, dem Tag des wirtschaftlichen Anschlusses des Saarlandes an die Bundesrepublik, strahlte der SR erstmals ein Fernsehprogramm aus, eine halbstündige Regionalsendung. 1961 wurde im Abendprogramm vor 20 Uhr ein Regionalprogramm für das Saarland mit der Landesschau „Aktueller Bericht“ eingerichtet. Seither übernimmt der Saarländische Rundfunk auch einen Anteil am Fernsehgemeinschaftsprogramm der ARD.
Am 5. April 1969 starteten die drei damaligen südwestdeutschen Rundfunkanstalten, der Saarländische Rundfunk (SR), Süddeutsche Rundfunk (SDR, auch Südfunk Stuttgart genannt) und der Südwestfunk (SWF), mit einem Sendeabend aus Saarbrücken ihr gemeinsames drittes Fernsehprogramm „Südwest 3“ (zeitweise als „S3“ bezeichnet). Es war das jüngste der insgesamt fünf „dritten Fernsehprogramme“ der ARD-Anstalten. Zunächst wurde es an nur drei, ab September 1969 an vier Wochentagen gesendet und 1971 zu einem über die ganze Woche reichenden Programm ausgeweitet. Über viele Jahre hatte Südwest 3 seine Schwerpunkte in Bildungs- und Ausbildungsprogrammen sowie einem wöchentlichen Regionalabend, der in den drei Bundesländern getrennt veranstaltet und auf Landesebene ausgestrahlt wurde. (In der Austastlücke dieses Programms startete der SR am 2. Oktober 1989 sein regionales Videotext-Angebot unter der Bezeichnung „Saartext“.)
Am 2. Januar 1964 wandelte sich das Mittelwellenprogramm (erstes Programm) des SR-Hörfunks zur „Europawelle Saar“. Zugleich startete das dritte Hörfunkprogramm, zunächst als „Gastarbeiterprogramm“, später aufgefüllt mit anderen Sendungen; am 7. Januar 1980 wurde es unter dem Namen „SR 3 Saarlandwelle“ ein Vollprogramm mit landesbezogenen Inhalten. Das zweite Hörfunkprogramm wurde von 1967 an zur anspruchsvollen „Studiowelle Saar“ weiterentwickelt und Zug um Zug zum Vollprogramm ausgebaut, bis es 1971 erstmals tägliche Sendungen gab. Von 1972 bis 1990 kooperierte die Studiowelle mit dem SDR und dem SWF und übernahm Teile von deren Programmen; von 1991 bis Ende 1994 war die Studiowelle zum großen Teil mit dem zweiten Hörfunkprogramm des Hessischen Rundfunks (hr2-kultur) zusammengeschaltet. Seit dem 1. Januar 1995 trägt die ehemalige Studiowelle den Namen „SR 2 Kulturradio“ und ist seither ein kulturorientiertes Vollprogramm aus Saarbrücken.
Am 6. November 1989 nahm der SR den Sendebetrieb seines vierten Hörfunkprogramms, SR 4, auf. Hierbei handelte es sich um ein Mischprogramm, das seit 1. März 1999 vor allem Ausländerprogramme sowie Direktübertragungen aus dem Bundestag und dem Landtag ausstrahlte. In der übrigen Zeit übernahm SR 4 hauptsächlich das Programm von SR 2 Kulturradio und SR 3 Saarlandwelle. SR 4 übertrug auch die Sendungen des Offenen Kanals im Saarland; am 30. März 2002 wurde dieser nach Beschluss des saarländischen Landtages eingestellt.

Mit der Fusion von SDR und SWF zum SWR am 1. September 1998 wurde das bisherige dritte Fernsehprogramm Südwest 3 in die beiden Programme „Südwest Baden-Württemberg“ und „Südwest Rheinland-Pfalz“, zusammen „Südwest Fernsehen“, überführt. Der SR nutzte diese Umstrukturierung zum Start ein drittes Fernsehprogramms unter dem Namen „SR Südwest Fernsehen“, dessen Programm jedoch zum größten Teil gemeinsam mit Südwest Fernsehen ausgestrahlt wird. Am 11. September 2006 erfolgte wegen der Umbenennung von Südwest Fernsehen in „SWR Fernsehen“ die Umstellung auf den Namen „SR Fernsehen“; die Kooperation mit dem SWR blieb bestehen. SR Fernsehen und SWR senden weiterhin ein gemeinsam gestaltetes Mantelprogramm, das v. a. durch regionale Sendungen mittags (Wiederholungen) und am frühen Abend (zwischen 18 und 20 Uhr) sowie durch regionale Nachrichtensendungen (um 16.00, 17.00, 18.00 und 21.45 Uhr) ergänzt wird.

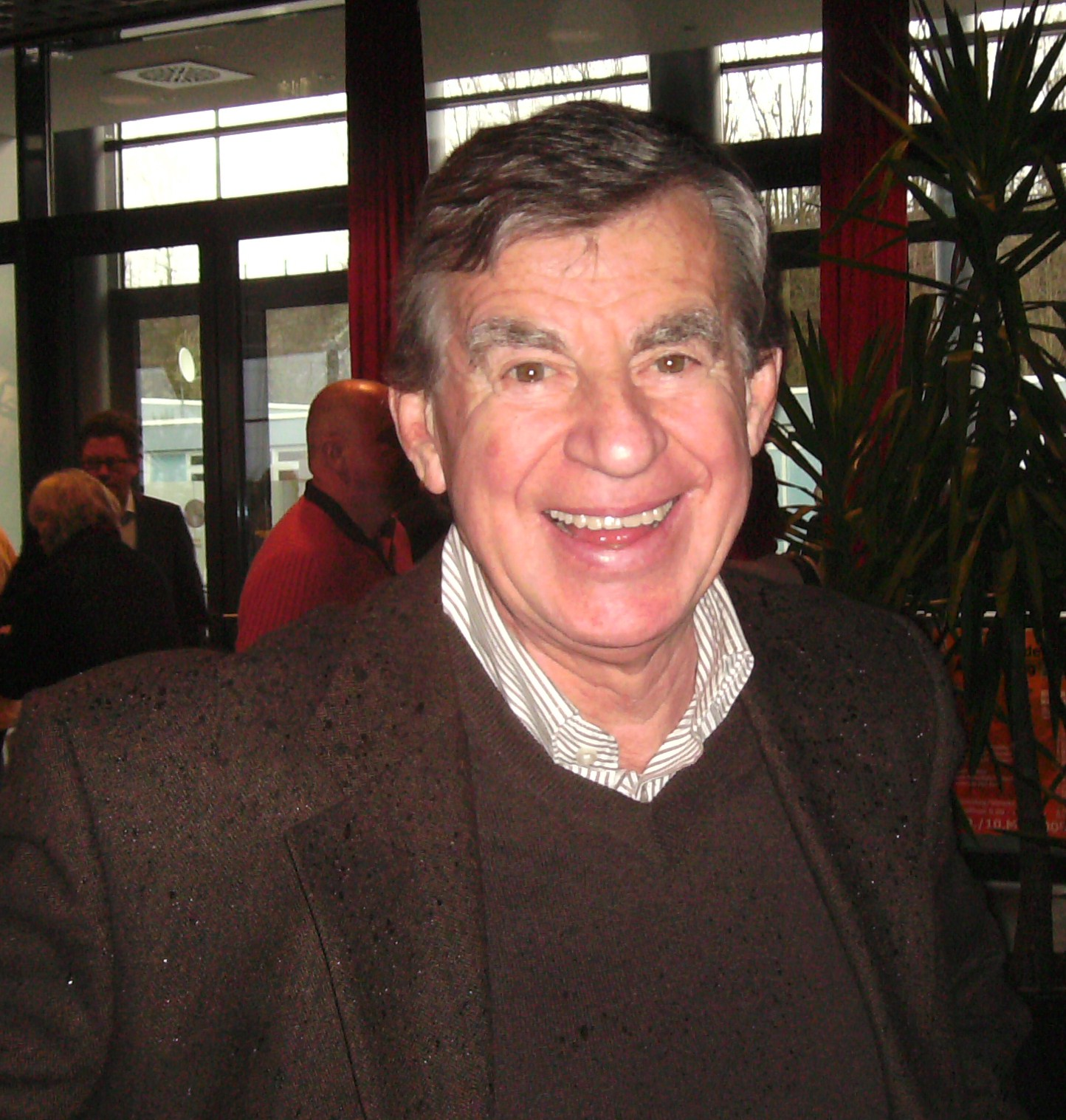
Werner Zimmer (2008)

Als jüngstes Hörfunkprogramm startete der SR am 1. März 1999 „Unser Ding“ in Kooperation mit dem ebenfalls neu gestarteten „Dasding“ des SWR. Zum Januar 2004 hat der Saarländische Rundfunk seine Hörfunkstruktur umgestellt: SR 4 wurde eingestellt, und Unser Ding ist vom Projekt zum jungen Programm erweitert worden.
Am 26. November 2006 wurde der 50. Geburtstag des SR mit einem Festakt in der Saarlandhalle gefeiert.
Der Saarländische Rundfunk brachte etliche bundesweit bekannte Journalisten und Reporter hervor. Besonders bekannt wurde Werner Zimmer, der den Beinamen „Mr. Sportschau“ erhielt. Er moderierte die ARD-Sportschau von 1966 bis 1993.

## Organisation
Der Saarländische Rundfunk beschäftigte im Geschäftsjahr 2021 durchschnittlich 615 Arbeitnehmer (544 Planstellen) und zusätzlich 198 freie Mitarbeiter. Die Zahl der Planstellen ist damit seit 2009 (581 Planstellen) leicht rückläufig.
Intendanten und Direktoren des SR und seiner Vorgängereinrichtungen:
- 1935–1938: Adolf Raskin, Intendant des „Reichssenders Saarbrücken“
- 1938–1945: Karl Mages
- 1945–1947: Emanuel Charrin, Officier-Chef du Centre Emetteur, später „Contrôleur Général“ von „Radio Saarbrücken“
- 1947–1948: Gérard Losson, Generaldirektor
- 1948–1955: Frédéric Billmann, neuer Generaldirektor[2]
- 1953–1954: Hans Wettmann, zweiter Generaldirektor neben Billmann
- 1954–1955: Hermann M. Görgen, neuer zweiter Generaldirektor
- 1955–1958: Eugen Meyer, vorläufiger Geschäftsführer der „Saarländischer Rundfunk GmbH“
- 1958–1978: Franz Mai, erster Intendant des Saarländischen Rundfunks
- 1978–1989: Hubert Rohde
- 1989–1996: Manfred Buchwald
- 1996–2011: Fritz Raff
- 2011–2021: Thomas Kleist
- seit 1. Mai 2021: Martin Grasmück

Am 23. Februar 2021 wählte der SR-Rundfunkrat den Hörfunkdirektor und stellvertretenden Programmdirektor Martin Grasmück zum neuen Intendanten des Senders, Amtsantritt ist am 1. Mai 2021.
Die Direktoren mit ihren Aufgabengebieten sind:
- Lutz Semmelrogge: Programmdirektor und stellvertretender Intendant
- Alfred Schmitz: Verwaltungs- und Betriebsdirektor[9]

Zu den Chefredakteuren für Hörfunk und Fernsehen gehörte Otto Klinkhammer, der Vorsitzende der Landespressekonferenz Saar.

## Programme des SR
Der SR veranstaltet allein oder in Zusammenarbeit mit anderen Hörfunk- bzw. Fernsehanstalten folgende Fernseh- und Hörfunkprogramme:

### Fernsehen
- Das Erste – Gemeinschaftsprogramm der ARD
- SR Fernsehen – Drittes Fernsehprogramm für das Saarland mit dem regionalen Videotextangebot „Saartext“ (in Kooperation mit dem SWR Fernsehen)
- Phoenix – gemeinsamer Ereigniskanal der ARD und des ZDF
- KiKA – Kinderkanal von ARD und ZDF
- Arte – deutsch-französischer Kulturkanal
- 3sat – Kulturkanal von ARD, ZDF, ORF und SRG
- tagesschau24 – digitaler Informationskanal der ARD
- One – digitaler Unterhaltungskanal der ARD

### Hörfunk
- SR 1 (ehemals Europawelle) – Radio mit Popmusik und Informationen
- SR kultur – Kulturradio mit gehobener Popmusik und Klassik
- SR 3 Saarlandwelle – Radio mit deutschsprachiger und französischer Musik (insbesondere Chansons), sowie ausführlichen Informationen über das Saarland
- Unserding – Jugendwelle, die hauptsächlich englisch- und deutschsprachige Pop- und Rockmusik spielt; nachts zwischen 22 und 5 Uhr wird das Programm von Dasding übernommen.
- AntenneSaar – wortgeprägte Info-Welle mit deutsch-französischem Charakter.

### Webchannels
- SR 1 Just Dance
- SR 1 Like-O-Mat/Klassiker
- SR 2 Off-Beat
- SR 3 Oldiewelt
- SR 3 Schlagerwelt
- UnserDing Schwarz
- UnserDing Zukunft[11]

## Pausenzeichen, Orchester
Als Pausenzeichen verwendete der Saarländische Rundfunk einige Takte der Melodie des Bergmannsliedes Glückauf, der Steiger kommt (zu der Zeile „… und er hat sein helles Licht bei der Nacht …“). Es war im Laufe der Verwendung in unterschiedlichen Variationen zu hören, ist aber durch die Verwendung der heutigen Jingles nicht mehr gebräuchlich.
- Orchester: Rundfunk-Sinfonieorchester Saarbrücken, seit 2007 Deutsche Radio Philharmonie Saarbrücken Kaiserslautern

## Digitale Rundfunkübertragung des SR
Der Saarländische Rundfunk strahlt sein Rundfunkprogramm – neben der analogen UKW-Übertragung – seit dem 30. Dezember 2000 auch über DAB aus. Bis zum 31. Dezember 2011 wurden Übertragungskapazitäten im Sendernetz der Digital Radio Saar GmbH genutzt. Seit Anfang 2012 betreibt der SR im Block 9A ein eigenes DAB-Sendernetz, das 2016 auf den aktuellen Standard DAB+ umgestellt wurde.
| Block                    | Programme | ERP (in kW) | Antennendiagramm rund (ND)/ gerichtet (D) | Gleichwellennetz (SFN) |
| ------------------------ | --- | ----------- | ----------------------------------------- | --- |
| 9A Saarland 1 (D__00238) | DAB+ Block des SR - SR 1 (120 kbps) - SR Kultur (120 kbps) - SR 3 Saarlandwelle (120 kbps) - Unserding (120 kbps) - Antenne Saar (96 kbps) - WDR Maus (72 kbps) | 2           | ND                                        | Bliestal (Webenheim-Hahnen), Felsberg, Mettlach (St. Gangolf), Moseltal (Oberperl-Hammelsberg), Saarbrücken (Göttelborner Höhe), Saarbrücken (Halberg), Spiesen, Tholey (Schaumberg) |

Am 13. Dezember 2007 wurde die Umstellung auf digital-terrestrische Übertragung (DVB-T) mit vier Multiplexen vollzogen und somit auch die analog terrestrische Ausstrahlung beendet.
| Multiplex        | Programme                                                   |
| ---------------- | ----------------------------------------------------------- |
| SR-Multiplex     | Das Erste, SR Fernsehen, Arte, Phoenix                      |
| SWR-Multiplex    | SWR-RP, WDR, BR, HR                                         |
| ZDF-Multiplex    | ZDF, ZDFinfokanal, 3sat, KI.KA/ZDFneo (im Wechsel)          |
| Privat-Multiplex | Saar TV (wurde Mai 2009 eingestellt), Tele 5, QVC, Bibel TV |

Die ProSiebenSat.1 Media AG sowie die RTL Group wollen sich nicht an einer Ausstrahlung über DVB-T im Saarland beteiligen.

## Sendeanlagen
- Mittelwellensender Heusweiler (Programm: Deutschlandfunk und Antenne Saar), Ende 2015 abgeschaltet. Demontiert durch Sprengung am 21. September 2018
- UKW-Sender: Göttelborner Höhe, Moseltal, Bliestal, Halberg, Mettlach, Merzig
- Fernsehsender: Spiesen, Göttelborner Höhe

## Medienarchiv
Die Bibliothek des Reichssenders Saarbrücken und das nach dem Zweiten Weltkrieg begonnene Schallarchiv des Radios Saarbrücken wurden 1978 zu einem Hörfunk-Archiv zusammengelegt und schließlich mit weiteren Einheiten (Fernseharchiv, Pressedokumentation und Notenarchiv) zum verbunden, die 2003 als eigener SR-Fachbereich Archive organisiert wurden. Im Rahmen einer Kooperation mit dem SWR wurde zum 1. September 2012 eine gemeinsame Hauptabteilung Information, Dokumentation und Archive des SWR und des SR (HA IDA) gegründet, deren Hauptaufgaben Dokumentation, Informationsbeschaffung und -vermittlung für die Redaktionen beider Rundfunkanstalten sind. Der IDA-Standort Saarbrücken beinhaltet die Ressorts Audio (Musik und Wort), Video und Print.
- Ressort Audio: Schallarchiv Wort mit ca. 76.000 Bändern, 10.000 DAT-Kassetten, 6.000 CDs, 40.000 Audiofiles und rund 17.000 Manuskripten zu den vom SR produzierten Wort- und Wort-Musik-Sendungen; Schallarchiv Musik mit ca. 105.000 Bändern, 100.000 Schallplatten, 6.000 DAT-Kassetten, 137.000 CDs und rund 100.000 Audiofiles zu den musikalischen Eigenproduktionen des SR; Notenarchiv mit ca. 11.700 Aufführungsmaterialien für großes Orchester, Kammermusik und Unterhaltungsmusik, 850 Klavierauszüge und 1.800 Partituren
- Ressort Video: Fernseharchiv mit ca. 73.000 SR-Fernsehproduktionen für ARD, Phoenix, 3sat, KiKA und Arte
- Ressort Print: Pressedokumentation mit ca. 420.000 Presseausschnitten, 10.000 Sach- und Personendossiers und rund 11.000.000 Artikel in der ARD-Pressearchivdatenbank; Bibliothek mit rund 25.000 Medien; Akten-, Bild- und Objektarchiv mit rund 2.000 laufenden Regalmetern Akten, etwa 10.000 Fotos sowie Werbe- und Informationsmaterial (v. a. Plakate).

## Vom Saarländischen Rundfunk vergebene Auszeichnungen
- Deutsch-Französischer Journalistenpreis[14]
- Fritz-Raff-Drehbuchpreis beim Filmfestival Max Ophüls Preis[15]
- Primeurs-Autoren-Preis[16]
- Förderpreis Alte Musik[17]
- Eugen-Helmlé-Übersetzerpreis[18]
- Medienkunstpreis[19]
- Gustav-Regler-Förderpreis[20]
- Saarländischer Mundartpreis[21]
- Günter-Rohrbach-Filmpreis
- Ensemble-Preis[22]
- Theodore-Gouvy-Preis[23]
- Axel-Buchholz-Preis[24]

## Kritik
Der SR war über das seit 1950 bestehende Tochterunternehmen Werbefunk Saar GmbH zu 100 % an der Produktionsfirma Telefilm Saar GmbH (TFS) beteiligt. Deren Geschäftsführer Joachim Schöneberger verursachte durch Betrug und Untreue sowie Urkundenfälschung einen hohen finanziellen Schaden von bis zu 25 Millionen Euro, welcher vom Sender getragen werden musste. Dem unter anderem mit dem damaligen SR-Intendanten Fritz Raff besetzten Aufsichtsrat der TFS fielen die Unregelmäßigkeiten erst im Sommer 2006 auf. Am 24. April 2007 wurde Schöneberger fristlos entlassen und in der Folge die Telefilm Saar liquidiert, um eine sonst unausweichliche Insolvenz zu umgehen.